# Amtsbezirk Moutier
Der Amtsbezirk Moutier (französisch District de Moutier) war bis zum 31. Dezember 2009 eine Verwaltungseinheit mit Hauptort Moutier im Schweizer Kanton Bern. Der Amtsbezirk umfasste 26 Gemeinden auf 216,47 km². Die Gemeinden des ehemaligen Amtsbezirks hatten Ende 2013 23'327 Einwohner. Sie sind grösstenteils französischsprachig.

## Gemeinden
| Name der Gemeinde      | Einwohner (31. Dez. 2013) | Fläche in km² | Einwohner pro km² |
| ---------------------- | ------------------------- | ------------- | ----------------- |
| Belprahon              | 393                       | 3,82          | 103               |
| Bévilard               | 1'730                     | 5,63          | 307               |
| Champoz                | 157                       | 7,17          | 22                |
| Châtelat               | 105                       | 4,09          | 26                |
| Corcelles (BE)         | 212                       | 6,79          | 31                |
| Court                  | 1'432                     | 24,61         | 58                |
| Crémines               | 539                       | 9,48          | 57                |
| Eschert                | 364                       | 6,58          | 55                |
| Grandval               | 362                       | 8,25          | 44                |
| Loveresse              | 321                       | 4,69          | 68                |
| Malleray               | 1'972                     | 10,35         | 191               |
| Monible                | 36                        | 3,39          | 11                |
| Moutier                | 7'608                     | 19,61         | 388               |
| Perrefitte             | 456                       | 8,57          | 53                |
| Pontenet               | 217                       | 2,74          | 79                |
| Rebévelier             | 45                        | 3,55          | 13                |
| Reconvilier            | 2'284                     | 8,25          | 277               |
| Roches (BE)            | 211                       | 8,97          | 24                |
| Saicourt               | 609                       | 13,77         | 44                |
| Saules (BE)            | 156                       | 4,25          | 37                |
| Schelten (La Scheulte) | 40                        | 5,56          | 7                 |
| Seehof (Elay)          | 69                        | 8,42          | 8                 |
| Sornetan               | 139                       | 5,62          | 25                |
| Sorvilier              | 255                       | 6,90          | 37                |
| Souboz                 | 131                       | 10,63         | 12                |
| Tavannes               | 3'563                     | 14,78         | 241               |
| Total (26)             | 23'327                    | 216,47        | 108               |

## Veränderungen im Gemeindebestand

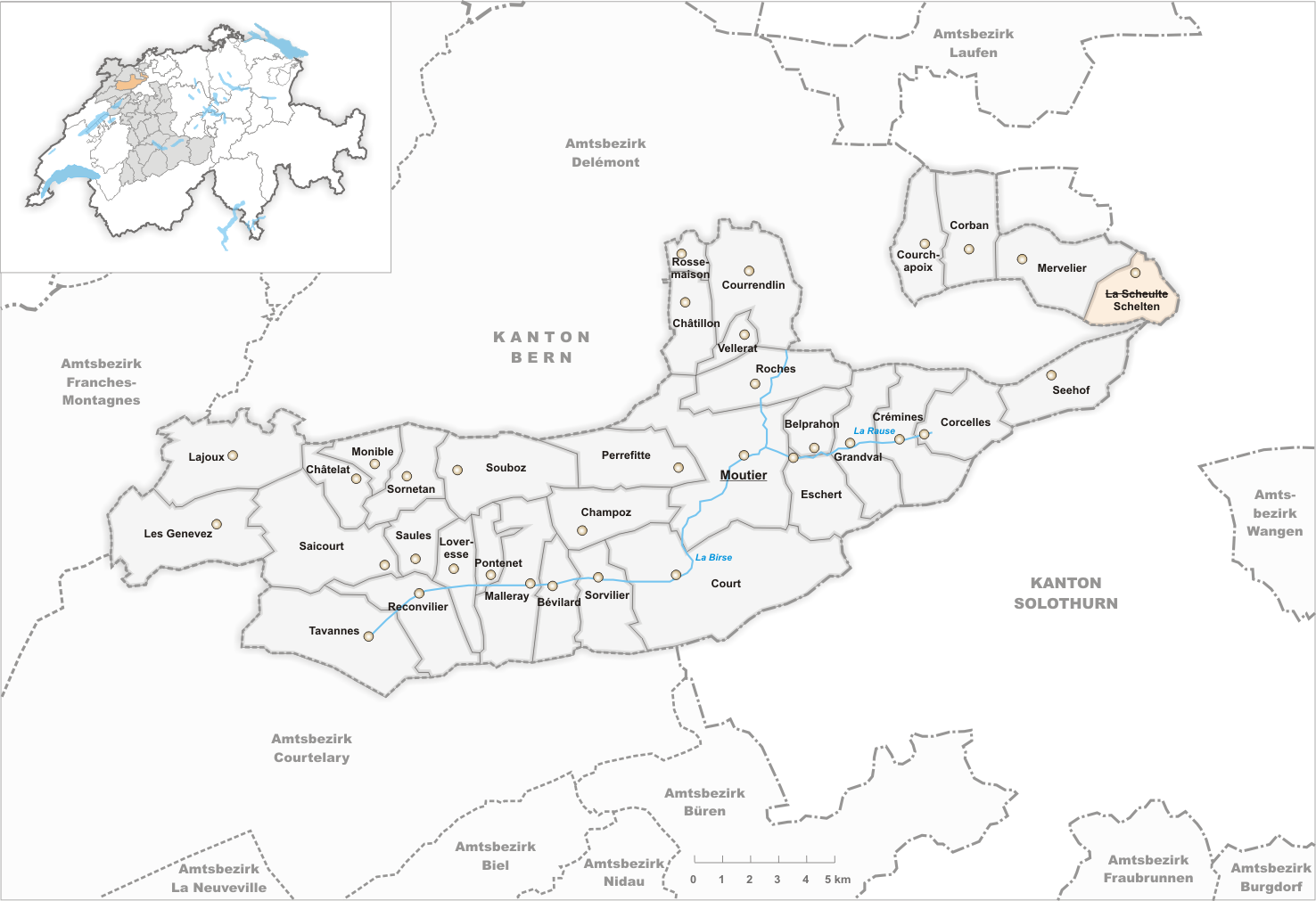
Gemeinden bis 1913
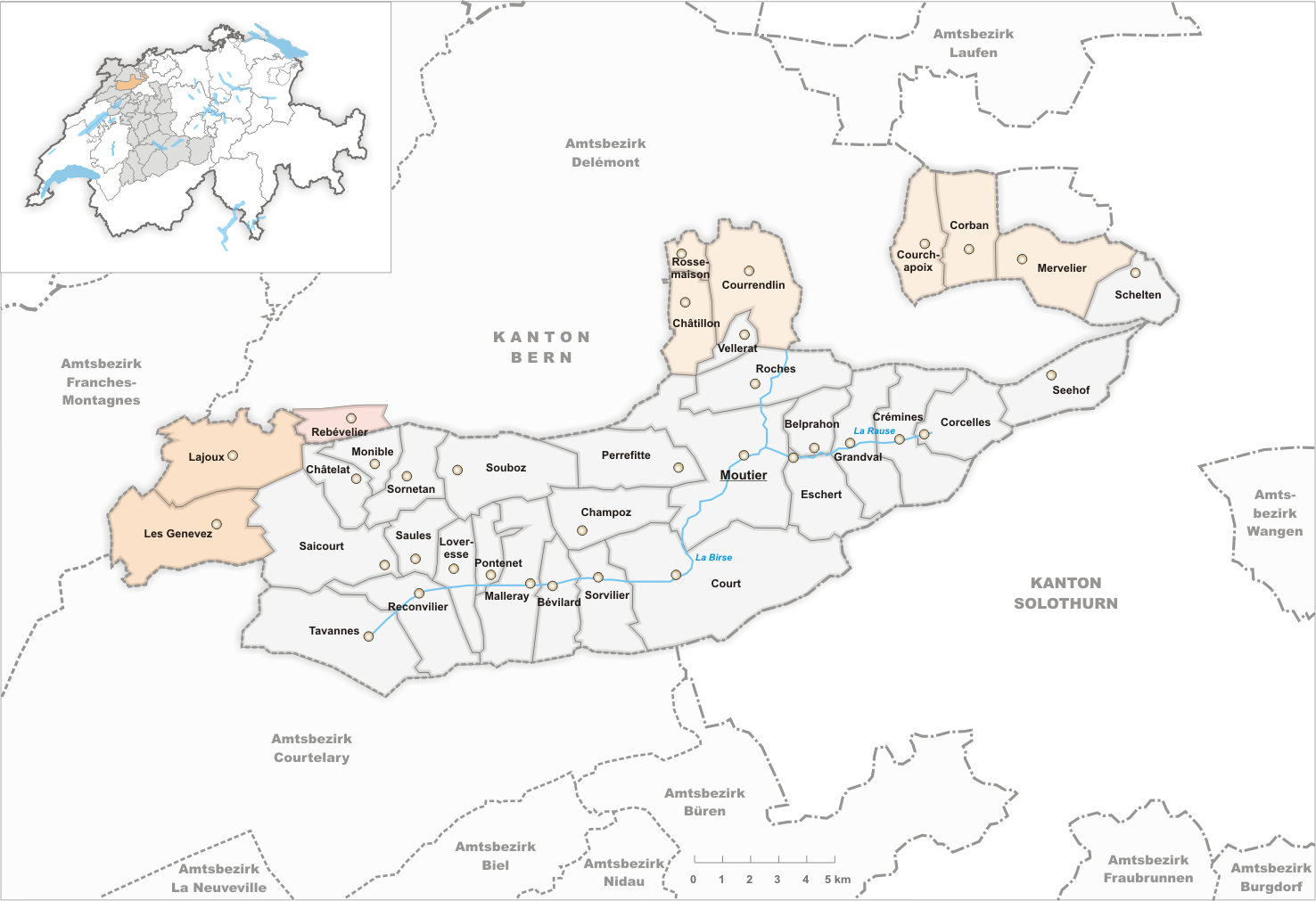
Gemeinden bis 1975
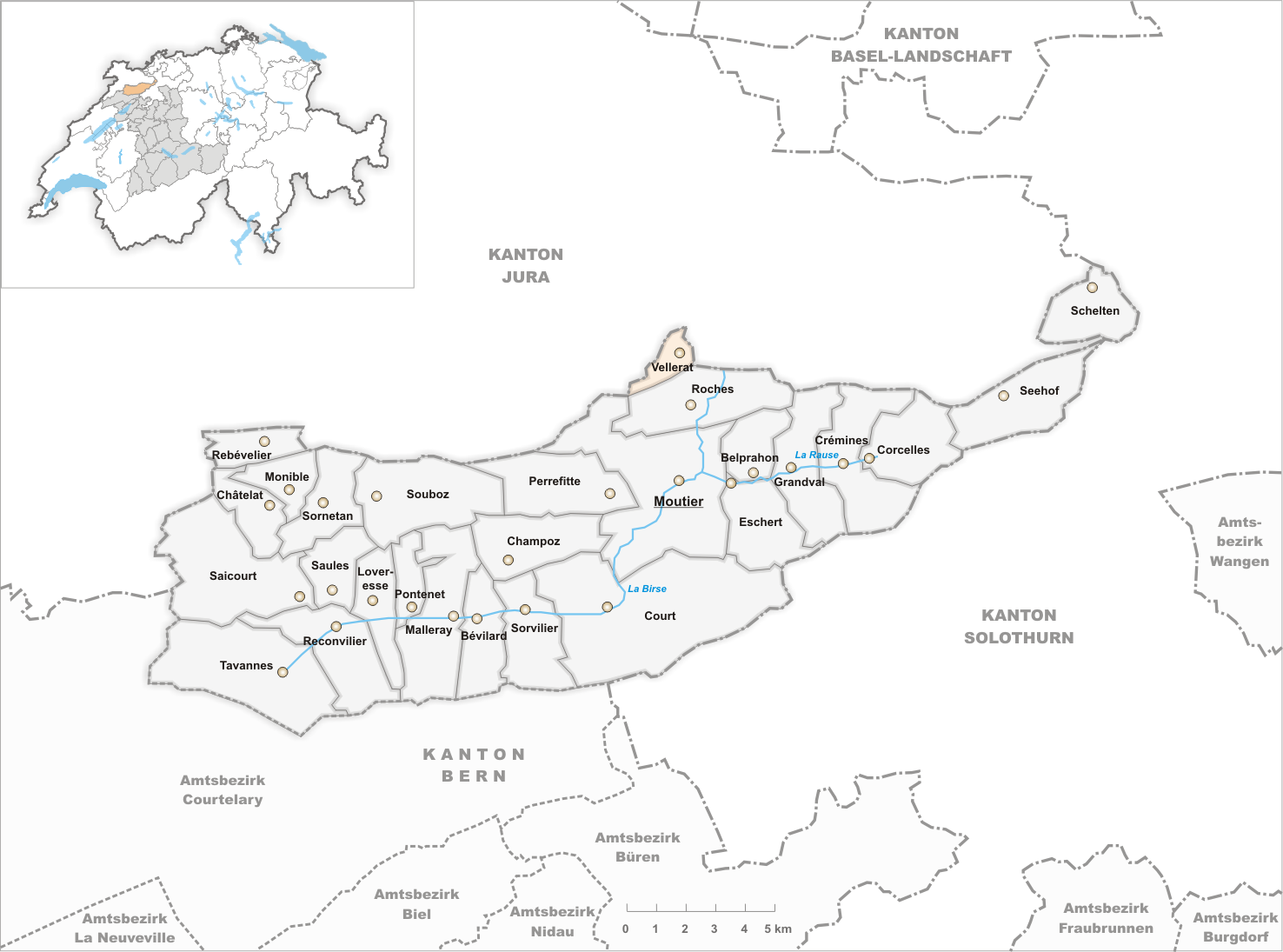
Gemeinden bis 30. Juni 1996
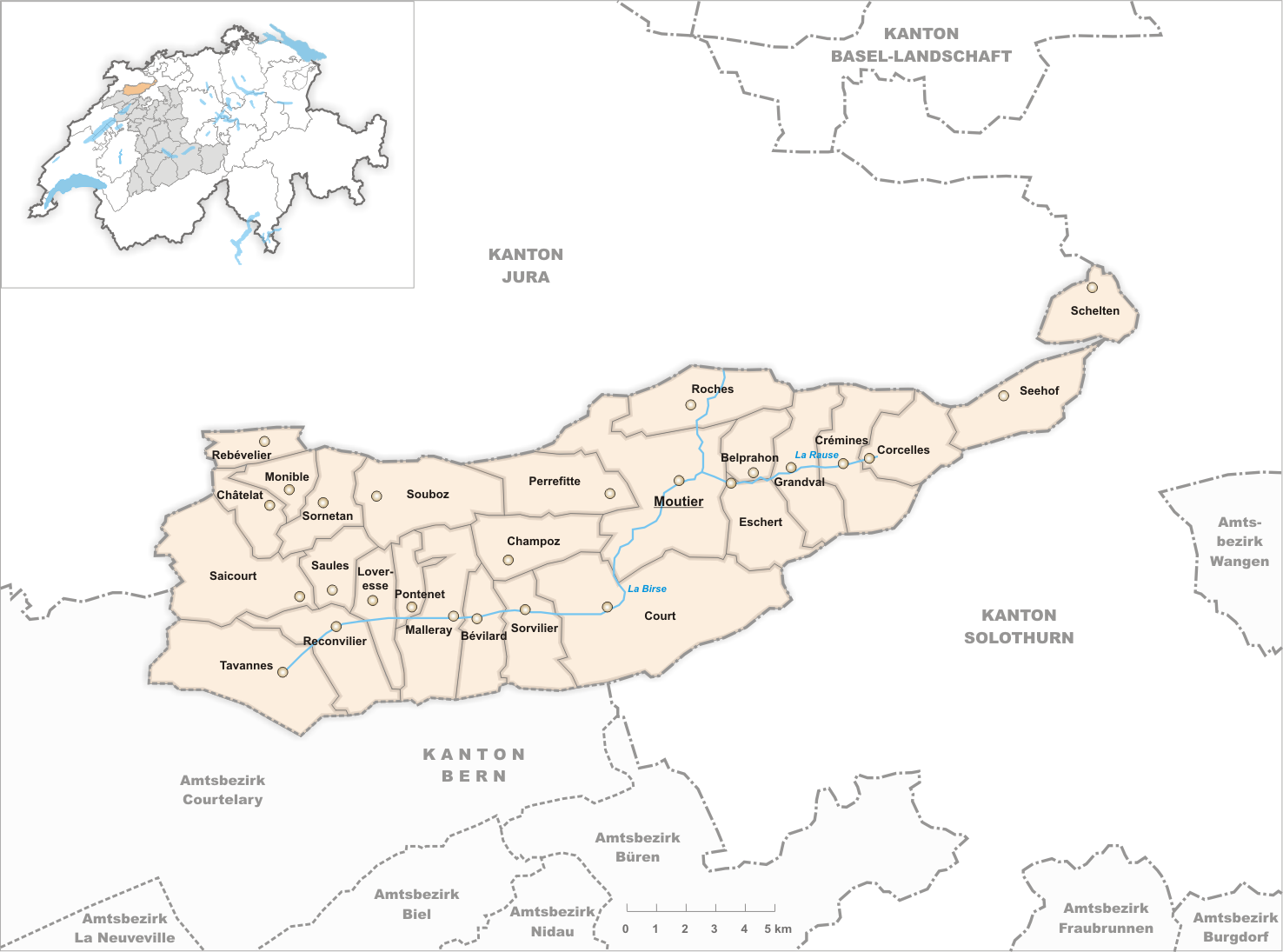
Gemeinden bis 2009

- 1914: Namensänderung von La Scheulte → Schelten
- 1976: Bezirkswechsel von Châtillon, Corban, Courchapoix, Courrendlin, Mervelier und Rossemaison vom Amtsbezirk Moutier → Amtsbezirk Delsberg
- 1976: Bezirkswechsel von Lajoux und Les Genevez vom Amtsbezirk Moutier → Amtsbezirk Freiberge
- 1976: Bezirkswechsel von Rebévelier vom Amtsbezirk Delsberg → Amtsbezirk Moutier
- 1. Juli 1996: Kantonswechsel von Vellerat vom Amtsbezirk Moutier des Kanton Berns → Bezirk Delsberg im Kanton Jura
- 2010: Bezirkswechsel aller 26 Gemeinden vom Amtsbezirk Moutier → Verwaltungskreis Berner Jura

## Aufhebung der Amtsbezirke im Kanton Bern
Im Hinblick auf den geplanten Wechsel der Gemeinde Moutier zum Kanton Jura auf den 1. Januar 2026 werden gemäss Volksabstimmung vom 22. September 2024 sämtliche Amtsbezirke des Kantons Bern Ende 2025 aufgehoben, wobei die drei Amtsbezirke Courtelary, Moutier und La Neuveville bereits durch die 2010 eingeführte Verwaltungsregion Berner Jura ersetzt wurden. Da die Amtsbezirke in der Praxis keine Rolle mehr spielen, ist die Änderung reine Formsache.

## Schaffung des Bezirks Moutier im Kanton Jura
Am 24. November 2024 wurde bei einer Volksabstimmung im Kanton Jura die Schaffung des Bezirks Moutier angenommen. Dieser soll per 1. Januar 2026, neben den Bezirken Delsberg, Pruntrut und Franches-Montagnes, der vierte Bezirk des Kantons Jura werden und einzig die Gemeinde Moutier umfassen.